# Vitesse de vol optimale en vol à voile

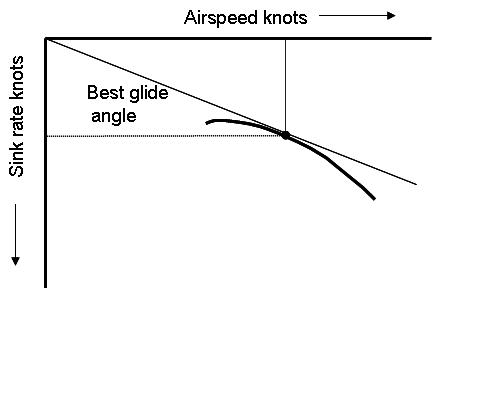
Vitesse optimale d'un planeur par air calme

Un planeur tend naturellement à redescendre, l'art du pilote est de trouver, dans l'atmosphère, des ascendances dans lesquelles l'air monte plus vite que l'appareil ne descend, et de limiter sa durée de vol en zones défavorables (subsidences, vent contraire). Parmi les buts du vol en planeur, il est fréquent d'envisager de couvrir la plus grande distance possible le plus rapidement possible — c'est le cas en compétition —, et le respect de la vitesse de vol optimale (notée en anglais sur certains calculateurs de vol / variometres électroniques STF pour Speed To Fly) offre les meilleures performances.

## Principes
En vol de plaine (le contexte est différent en région montagneuses), les ascendances sont localisées dans l'espace et dans le temps, elles alternent avec des zones de subsidences, généralement plus vastes. En présence de vent, le planeur voit sa vitesse par rapport au sol varier en fonction de sa route. La tactique, pour parvenir à couvrir la plus grande distance possible en opérant à la plus grande vitesse possible, consiste à utiliser une vitesse optimale, c'est-à dire adaptée aux conditions rencontrées pour obtenir la meilleure performance.

## Polaire des vitesses
En air calme, la vitesse de chute (ou taux de chute) Vc d'un planeur varie en fonction de sa vitesse horizontale Va. La courbe qui décrit cette fonction s'appelle polaire des vitesses — elle est caractéristique des performances de chaque appareil.
Il existe une fonction P qui exprime
{\displaystyle V_{c}=P(V_{a})}
Cette fonction P peut être approchée avec une bonne précision par une fonction polynomiale de degré 2.

### Plané maximum par air calme

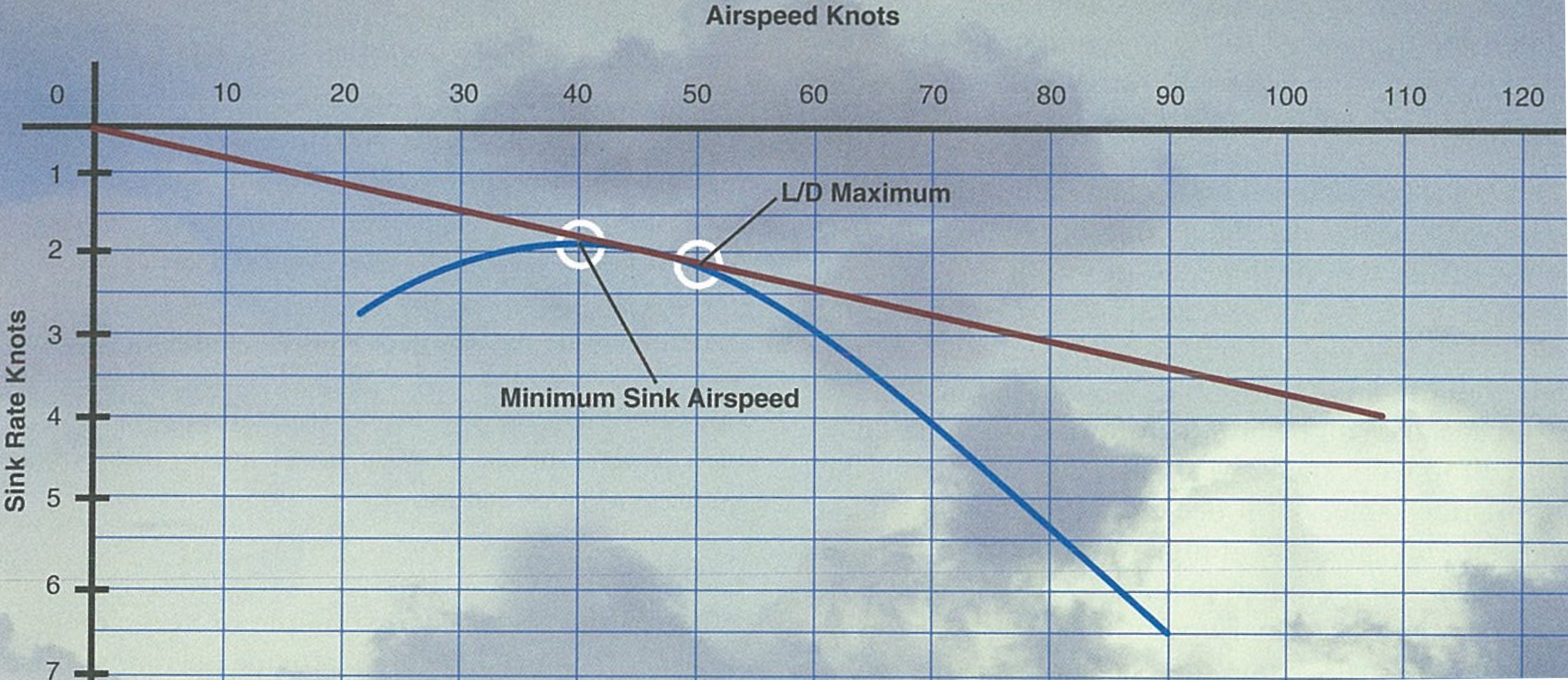
Vitesse optimale d'un planeur par air calme (50 knots indiqués ici, soit environ 92 km/h).

La figure ci-contre représente la polaire des vitesses d'un planeur. L'abscisse correspond à la vitesse-air de l'aéronef et l'ordonnée correspond à la vitesse de chute. Le plané sera le meilleur possible lorsque l'angle de plané sera le plus petit possible ; angle minimal obtenu lorsque la droite d'origine O est tangente à la courbe de la polaire,.
Dans la fenêtre déroulante, on démontre formellement cette affirmation.

### Mouvement horizontal et vertical de l'atmosphère

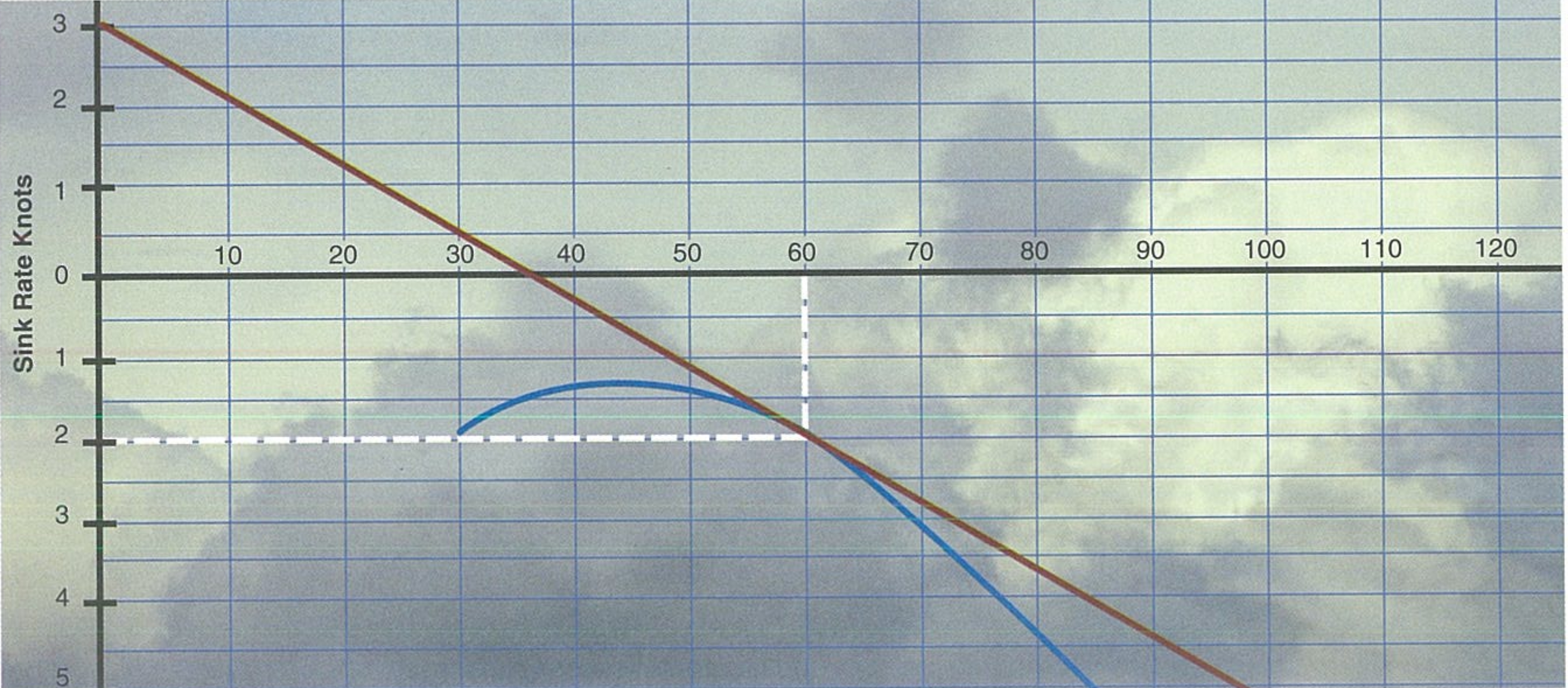
Vitesse optimale d'un planeur par air subsident

Il est souvent dit que lorsqu'on rencontre une descendance, ou qu'on vole avec un vent de face, il faut « pousser sur le manche ». La figure ci-contre indique comment calculer la vitesse optimale d'un planeur lorsqu'il vole dans une descendance. On peut considérer que la polaire est translatée vers le bas et donc la méthode décrite ci-dessus pourrait encore s'appliquer. Toutefois, il est plus simple de ne pas bouger la polaire et relever l'origine de la courbe tangente de la vitesse de subsidence de la masse d'air. Dans la figure-ci contre, on suppose que la masse d'air descend à la vitesse de 3 nœuds et donc on calcule la courbe d'origine +3 nœuds qui est tangente à la polaire,.
Strictement parlant, la même théorie s'applique lorsque le planeur vole dans une masse d'air ascendante. En pratique, le planeur volera à la vitesse de chute minimale dans une plage d'ascendance.

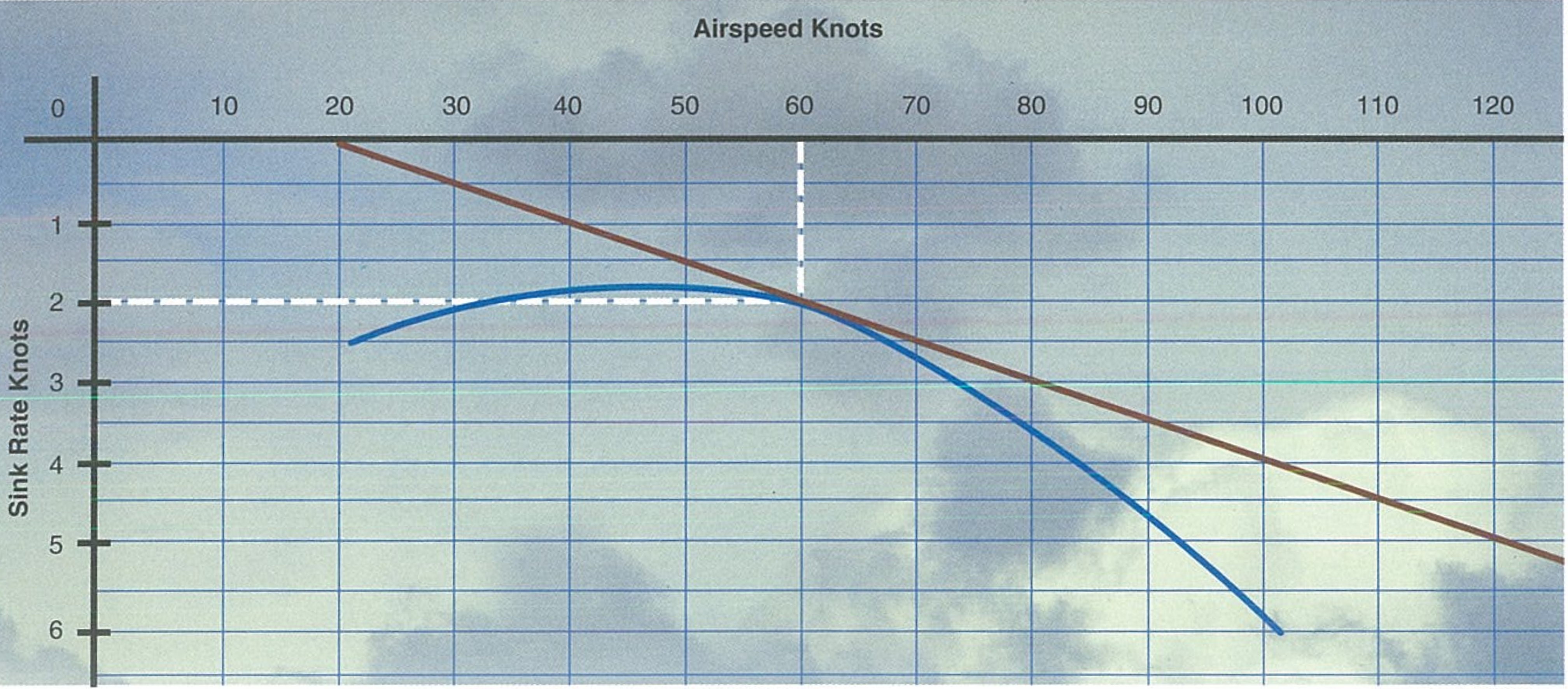
Vitesse optimale d'un planeur par vent de face

De la même manière si le planeur rencontre un vent de face, l'origine de la courbe tangente sera déplacée vers la droite de la valeur de la vitesse du vent (voir figure).
Strictement parlant, cette méthode s'applique aussi pour un vol en vent arrière. Toutefois il est général recommandé de simplement voler à la vitesse de chute minimale.
Dans l'encadré ci-dessous, on justifie formellement le calcul de la vitesse optimale.

## Vitesse optimale en vol de campagne
La théorie de MacCready établit quelle est la vitesse de croisière optimale lors d'un vol de campagne. Si Va est la vitesse moyenne d'ascension dans les thermiques, la vitesse optimale est obtenue en calculant quelle serait la vitesse optimale dans une masse d'air subsidente de vitesse verticale Va. On suppose que les ascendances sont suffisamment proches et élevées de telle sorte que le planeur n'effectuera pas un atterrissage dans un champ (ou d'autres termes, qu'il n'ira pas « aux vaches »).La vitesse optimale en vol de campagne est égale à la vitesse que le planeur devrait avoir dans une masse d'air subsidente dont la vitesse verticale serait égale à la vitesse moyenne d'ascension dans les thermiques.
Dans la boîte déroulante, on démontre formellement cette théorie.